# Stachyandra imberbis
Stachyandra imberbis là một loài thực vật có hoa trong họ Picrodendraceae. Loài này được (Airy Shaw) Radcl.-Sm. miêu tả khoa học đầu tiên năm 1990.